# وسلیتشکو (ناحیه پیسک)
وسلیتشکو (به چکی: Veselíčko) یک منطقهٔ مسکونی در جمهوری چک است که در ناحیه پیسک واقع شده‌است. وسلیتشکو ۴٫۵۱ کیلومتر مربع مساحت و ۱۹۶ نفر جمعیت دارد و ۴۶۵ متر بالاتر از سطح دریا واقع شده‌است.